# クラソスの戦い
クラソスの戦い（クラソスのたたかい）は804年に勃発した、アラブ・東ローマ戦争中の戦闘。ビザンツ皇帝ニケフォロス1世率いる東ローマ軍とイブラハム・イブン・ジブリル率いるアッバース朝軍とが衝突した。802年にニケフォロス1世が帝位を継承したことで、アラブと東ローマとの戦争が再開されたと伝わる。804年夏、アッバース朝は東ローマ帝国が治める小アジアに侵攻し、アラブ人の慣例に従い掠奪した。ニケフォロスはこれを迎え撃とうと進軍したが、クラソスにて予期せぬほどの大敗を喫し命からがら逃げ帰った。後に講和条約が結ばれ双方の捕虜を交換した。ニケフォロスはこれほどの大敗をしでかした上、翌年にはアッバース朝が再び侵攻してくるにもかかわらず、アッバース朝自身が内乱を抱え講和せざるを得なくなるまで耐え抜いた。

## 背景
エイレーネーが802年10月にクーデターで廃位され、続けてニケフォロス1世が帝位に就くことで、長きにわたるアラブ・東ローマ戦争の幕を開けることとなる。好戦的な皇帝だったニケロフォス1世はエイレーネーがアラブ人と結んでいた条約を破棄し、貢納金の支払いを中止することで帝国の国庫を保った。当時のアッバース朝のカリフであったハールーン・アッ＝ラシードはこれに応じてすぐさま討伐軍を息子のアル・カシムに与え小アジアを掠奪させた。しかしニケロフォスは、帝国領内の小アジアにて将軍バルダネス・トルコスらの小アジア軍団による反乱のせいで反撃する余裕がなかった。バルダネスらの反乱を鎮圧した後、ニケフォロス1世はアッバース朝カリフ自身が率いる2度目の侵攻二立ち向かうために軍を徴収して進軍を始めた。カリフ軍が国境地帯を荒し回っていた頃、両軍は小アジアにて約2ヶ月にわたって対峙したが、戦闘には至らなかった。ニケフォロスとハールーンは手紙をやり取りし、両者は結局一旦引き揚げ、その年の残りの期間、未払いの献納金を一括でカリフに支払うことで講和する条約を取り付けた。

## 戦闘
804年8月、ハールーンは将軍イブラハム・イブン・ジブリルに命じて再び東ローマ領内を掠奪し始めた。アッバース朝軍はキリキアの門から帝国領内に侵入し、ローマ軍の反撃を受けることなく荒し回っていた。ニケフォロスはこれを迎え撃とうとしたものの、皇帝の背後で再び企みが発覚しそれに対処するため撤退せざるをえなかった。（アメリカの歴史学者ワーレン・トリードゴールドらは帝国内部での政治的陰謀の可能性を指摘している。）しかし、首都へ撤退している途中だったニケフォロスの軍団に対しアッバース朝軍はクラソス（現在のフリギア）にて奇襲をかけ、東ローマ軍を打ち負かした。 クラソスの正確な場所は分かっていないが、街道に沿った平原であったと言われている。タバリーによると、東ローマ側は40,700人の軍隊と4,000もの兵站動物を失い、皇帝自身は3度も斬り付けられ怪我をした。 東ローマにおける年代紀編者の証聖者テオファネスによると、「皇帝軍は多大な損害を被り、ニケフォロス自身も死にかけ、勇敢な護衛のおかげで生き延びることができた」と伝わる。

## その後
アッバース朝領内の東方に位置するホラーサーンにて諸問題が発生したためそれに対応するため、ハールーンは条約を受け入れ和平した。アラブ・ビザンツ間の捕虜交換協約を計画し、両帝国はその年の冬、の国境付近キリキア内に流れるラモス川にて無事捕虜を交換した。この協約により、約3,700人のイスラム教徒が前年にアラブ人らに囚われていたビザンツ人と交換された。しかし、ハールーンがホラーサーンに向い小アジアにおいて軍事的に余裕ができたため、ニケフォロスはこの間にタバサやアンカラといった小アジアの街・砦の壁を修復した。そして続く夏、アッバース朝領内のタグア（現在のキリキアの地域）に20年にわたる掠奪・侵攻作戦を初めて展開した。東ローマ軍は掠奪やアラブ人らの捕縛を為すがままに行い、アッバース朝の主要砦であるタルスス砦さえも攻略した。また、東ローマ軍は同時並行でジャズィーラにも侵攻しマラティア砦を包囲したが、これは成功しなかったものの、東ローマ側はキプロスにおいてアラブ人守備兵に対する現地人の反乱を企図していた。東ローマ帝国の条約違反に激怒したハールーンは806年に再び小アジアに侵攻し、この大侵攻に対しニケフォロス1世はハールーンの示す条件講和条件を飲まざるを得なかった。しかしまたもや東ローマ側はこの条約を破棄し、ハールーン率いるアッバース朝の領土拡大を防ぐために807年に軍を派遣した。結局、再びホラーサーンにて発生したいざこざが発生し、アッバース朝が小アジアだけに集中することができなくなったため、808年に平和条約が結ばれ、これにより小アジアの辺境地帯は東ローマ領として残り、アッバース朝カリフに対する貢納金の支払い義務も解消された。